# Oxyethira zilaba
Oxyethira zilaba är en nattsländeart som först beskrevs av Martin E. Mosely 1939.  Oxyethira zilaba ingår i släktet Oxyethira och familjen smånattsländor. Inga underarter finns listade i Catalogue of Life.